# شان جراحی

شان جراحی ویژهٔ پوشاندن بیمار

شان جراحی (به انگلیسی: surgical drapes) (به فرانسوی: champ) پارچه‌هایی استریل که قسمتی از بدن بیمار را که می‌خواهد تحت عمل جراحی قرار گیرد، از سایر قسمت‌های غیراستریل جدا می‌کند.

## شان ساده
برای پوشاندن قسمت‌هایی از بدن بیمار، میزهای لوازم جراحی و تخت‌های اتاق عمل استفاده می‌شود.

## پوشش مایو
این مدل از شان مانند روبالشی، برای پوشاندن میز مایو یا سینی مایو به کار می‌رود.

## شان مخصوص پا
این شان در عمل‌های جراحی دستگاه تناسلی یا ادراری و مقعدی مورد استفاده قرار می‌گیرد و پای بیمار که در رکاب تخت جای داده شده نیز توسط شان مخصوص پا، پوشانده می‌شود. شان‌ها قبل از استریل، به طرز مخصوصی تا می‌شوند تا استفاده از آن‌ها آسان باشد.

## شان بزرگ سوراخ‌دار

شان سوراخ‌دار کوچک

بدن بیمار را می‌پوشاند و فقط ناحیهٔ محل جراحی را بدون پوشش باقی می‌گذارد.